# The Brand New Heavies

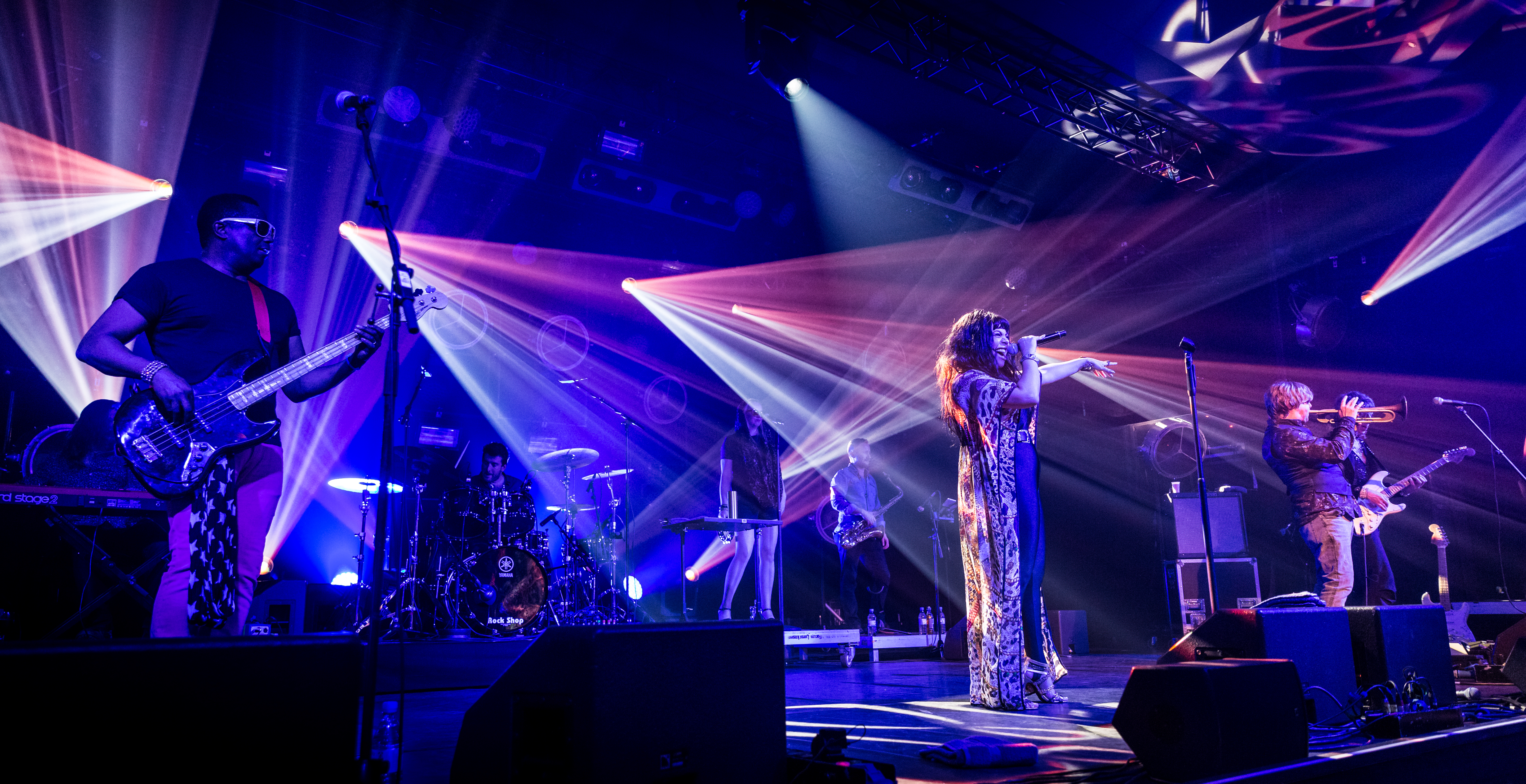
The Brand new Heavies tijdens de Leverkusener Jazztage in 2016

The Brand New Heavies is een acid jazz en funkgroep uit de Londense wijk Ealing, Groot-Brittannië. De groep is opgericht in 1985 en wordt gezien als een van de pioniers van de acid of groove jazz, samen met onder andere Incognito en het James Taylor Quartet. De naam "Brand New Heavies" is een verwijzing naar een quote van James Brown: "Minister of New Super Heavy Funk".

## Geschiedenis

### 1985-1999
De groep begon in de vroege jaren tachtig als "Brother International", waarin ze uitsluitend instrumentale acid jazz maakten. Later werd de groep omgedoopt als de "Brand New Heavies" met N'Dea Davenport als zangeres. In de opvolgende jaren scoorde de groep verschillende hits, vooral in de jaren negentig, zoals Dream on Dreamer, Midnight at the Oasis, Spend Some Time en Never Stop. Ze waren, samen met Incognito, een van de eerste bands die uptempo soul jazz maakten, en hiermee ook in de hitparades succes boekten.
Geïnspireerd door een eenmalig optreden in New York samen met MC Serch (ex-3rd Bass) en Q-Tip (van A Tribe Called Quest) ging de groep de opvolgende jaren steeds meer de hiphopkant op, wat resulteerde in samenwerkingen met hiphopartiesten zoals Black Sheep, Gang Starr en the Pharcyde. In 1995 verliet Davenport de groep om een solocarrière te beginnen. Ze werd onder meer opgevolgd door Siedah Garrett.

### 2000-2015

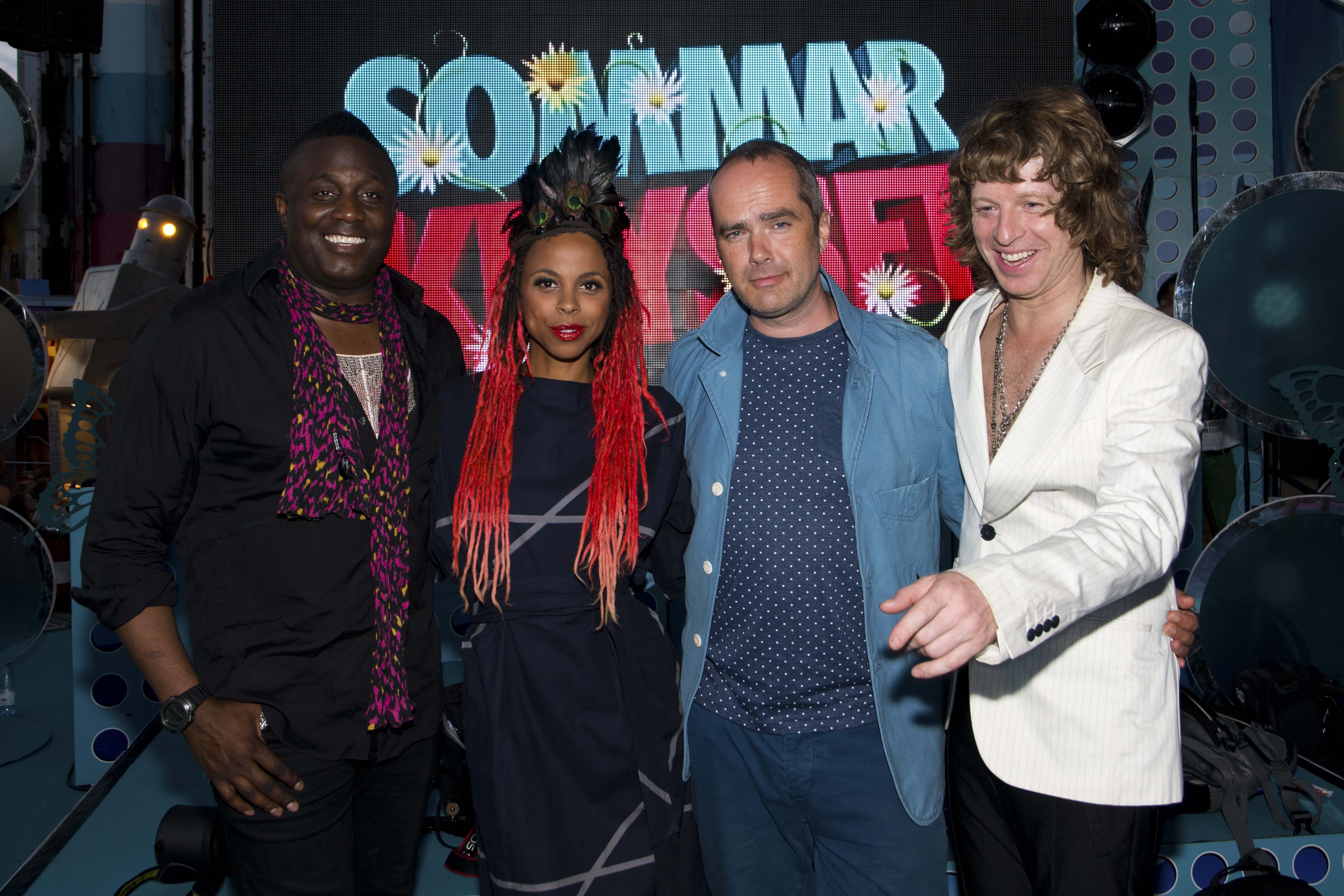
Dawn Joseph was van 2013 tot 2015 de leadzangeres van The Brand New Heavies.

Op 10 oktober 2013 kondigde The Brand New Heavies via hun website aan dat Dawn Joseph officieel was toegetreden tot de band als fulltimezangeres en dat ze bezig waren met een nieuw studioalbum gepland voor een release in het begin van 2014. Op 24 oktober 2014 verscheen hun negende studio-album Sweet Freaks waarop Dawn Joseph haar debuut maakte, en Peter Gabriels Sledgehammer werd gecoverd. De uitgebreide tournee die daarop volgde zou de enige zijn met Dawn Joseph; ze kreeg een relatie met Jan Kincaid en eind 2015 verlieten ze samen de band. 
Jan Kincaid werkt momenteel als DJ en Dawn Joseph is achtergrondzangeres voor Rick Astley.

### 2016-heden
Sinds 2016 bestaat de kern van de band Simon Bartholomew, Andrew Levy en N'Dea Davenport die na elf jaar afwezigheid weer terugkeerde. Ze worden aangevuld door sessiemuzikanten in de blazerssectie en Matt Steele op keyboards. Ze toerden dat jaar zowel in de Verenigde staten als in het Verenigd Koninkrijk en op het Europese vasteland. N'Dea Davenport deed echter alleen mee aan de Amerikaanse optredens; Sulene Fleming viel voor Davenport in bij de Britse en Europese optredens in de zomer van 2016.
In november 2018 begon de band aan een tournee met zangeres Angela Ricci.
In april 2019 verscheen de single Getaway met zang van Davenport; later dat jaar volgde het album TBNH waaraan onder meer Siedah Garrett en Beverley Knight hun medewerking verleenden.

## Bezetting
| Bandlid                                                 | Instrument                                   | Datum                                        |
| ------------------------------------------------------- | -------------------------------------------- | -------------------------------------------- |
| Jan Kincaid (Ealing, 17 mei 1966)                       | drums, keyboard                              | 1985-2015                                    |
| Simon Bartholomew (Ealing, 16 oktober 1965)             | gitaar                                       | 1985-heden                                   |
| Andrew Levy (Ealing, 20 juli 1966)                      | Basgitaar, keyboard, liedschrijver, producer | 1985-heden                                   |
| Matt Steele                                             | piano, keyboards                             | 2012-heden                                   |
| Lascelles Gordon                                        | percussie, gitaar                            | Speelde alleen mee op het debuutalbum (1991) |
| Jim Wellman                                             | tenorsax, sopraansax, keyboard               | Speelde alleen mee op het debuutalbum (1991) |
| Angela Ricci                                            | zang                                         | 2018-2019                                    |
| N'Dea Davenport (Atlanta, Verenigde Staten, 6 mei 1966) | Zang                                         | 1990-1995, 2005-2016                         |
| Sulene Fleming                                          | zang                                         | 2016-2018                                    |
| Siedah Garrett (Los Angeles, Verenigde Staten, 24 juni) | zang                                         | 1997                                         |
| Dawn Joseph                                             | zang                                         | 2013 - 2015                                  |
| Carleen Anderson                                        | zang                                         |                                              |
| Nicole Russo                                            | zang                                         | 2004                                         |
| Sy Smith                                                | zang                                         |                                              |

## Discografie

### Studioalbums
- 1990: The Brand New Heavies (debuutalbum, vrijwel geen zang)
- 1991: The Brand New Heavies (zang door N'Dea Davenport)
- 1992: Heavy Rhyme Experience, Vol. 1 (zang door verschillende hip-hopgroepen en -rappers)
- 1994: Brother Sister (zang door N'Dea Davenport)
- 1997: Shelter (zang door Siedah Garrett)
- 2003: We Won't Stop (alleen in Japan, zang door verschillende artiesten.)
- 2004: Allaboutthefunk (zang door Nicole Russo)
- 2006: Get Used To It (zang door N'Dea Davenport)
- 2011: Dunk Your Trunk
- 2013: Forward (zang door Dawn Joseph)
- 2014: Sweet Freaks (zang door Dawn Joseph en Jan Kincaid)
- 2019: TBNH

### Livealbums
- 1997: Shibuya 357
- 2009: Live in London
- 2015: Live at the Soul Kitchen, Gothenburg

### Compilaties en remixen
- 1995: Original Flava
- 1998: Dream Come True – The Best of the Acid Jazz Years
- 2000: Trunk Funk - The Best of The Brand New Heavies
- 2002: Acid Jazz Years
- 2006: The Brand New Heavies: Platinum Collection
- 2011: The Best of 20 Years
- 2023: Never Stop... The Best of

### Remix-albums
- 2001: Excursions, Remixes & Rare Grooves
- 2007: Elephantitis - The Funk + House Remixes (2cd)
- 2008: Get Used to It - The Tom Moulton Mixes (zang door N'Dea Davenport)
- 2009: Elephantitis: The Funk + House Remixes 2

### Nummers op soundtracks
- 1992: People Get Ready (remix) in Juice
- 1994: Close to You in Prêt-à-Porter
- 1994: Higher Learning/Time for Change in Higher Learning
- 1996: World Keeps Spinning in The Truth About Cats & Dogs
- 1997: I Like It in Love Jones
- 1998: More Love in Sliding Doors
- 1999: Midnight at the Oasis in American Pie
- 2006: Jump n' Move in Happy Feet

## Singles
| Jaar | Titel                                                                                             | Hoogste posities in de hitlijsten | Hoogste posities in de hitlijsten | Hoogste posities in de hitlijsten | Hoogste posities in de hitlijsten | Hoogste posities in de hitlijsten | Hoogste posities in de hitlijsten | Hoogste posities in de hitlijsten | Hoogste posities in de hitlijsten | Hoogste posities in de hitlijsten | Hoogste posities in de hitlijsten | Certificaties | Album                                          |
| Jaar | Titel                                                                                             | VK                                | VK R&B                            | CAN                               | GER                               | JPN                               | NL                                | NZ                                | SCO                               | VS                                | VS R&B                            | Certificaties | Album                                          |
| ---- | ------------------------------------------------------------------------------------------------- | --------------------------------- | --------------------------------- | --------------------------------- | --------------------------------- | --------------------------------- | --------------------------------- | --------------------------------- | --------------------------------- | --------------------------------- | --------------------------------- | ------------- | ---------------------------------------------- |
| 1988 | Got to Give                                                                                       | —                                 | —                                 | —                                 | —                                 | —                                 | —                                 | —                                 | —                                 | —                                 | —                                 |               | Non-album singles                              |
| 1989 | People Get Ready                                                                                  | —                                 | —                                 | —                                 | —                                 | —                                 | —                                 | —                                 | —                                 | —                                 | —                                 |               | Non-album singles                              |
| 1990 | Dream Come True                                                                                   | —                                 | —                                 | —                                 | —                                 | —                                 | —                                 | —                                 | —                                 | —                                 | 63                                |               | The Brand New Heavies                          |
| 1991 | Never Stop                                                                                        | 43                                | —                                 | —                                 | —                                 | —                                 | —                                 | —                                 | —                                 | 54                                | 3                                 |               | The Brand New Heavies                          |
| 1992 | Dream Come True (heruitgave)                                                                      | 24                                | —                                 | —                                 | —                                 | —                                 | —                                 | —                                 | —                                 | —                                 | 42                                |               | The Brand New Heavies                          |
| 1992 | Ultimate Trunk Funk (ep)                                                                          | 19                                | —                                 | —                                 | —                                 | —                                 | —                                 | —                                 | —                                 | —                                 | —                                 |               | The Brand New Heavies                          |
| 1992 | Don't Let It Go to Your Head                                                                      | 24                                | —                                 | —                                 | —                                 | —                                 | —                                 | —                                 | —                                 | —                                 | —                                 |               | The Brand New Heavies                          |
| 1992 | Bonafide Funk (met Main Source & Large Professor)                                                 | —                                 | —                                 | —                                 | —                                 | —                                 | —                                 | —                                 | —                                 | —                                 | —                                 |               | Heavy Rhyme Experience, Vol. 1                 |
| 1992 | Stay This Way                                                                                     | 40                                | —                                 | —                                 | 88                                | —                                 | —                                 | —                                 | —                                 | —                                 | 19                                |               | The Brand New Heavies                          |
| 1994 | Dream On Dreamer                                                                                  | 15                                | —                                 | 47                                | 56                                | —                                 | —                                 | —                                 | 19                                | 51                                | 19                                |               | Brother Sister                                 |
| 1994 | Back to Love                                                                                      | 23                                | —                                 | —                                 | —                                 | —                                 | —                                 | —                                 | 41                                | —                                 | —                                 |               | Brother Sister                                 |
| 1994 | Midnight at the Oasis                                                                             | 13                                | —                                 | —                                 | 68                                | —                                 | —                                 | 48                                | 11                                | —                                 | —                                 |               | Brother Sister                                 |
| 1994 | Brother Sister                                                                                    | —                                 | —                                 | —                                 | —                                 | —                                 | —                                 | —                                 | —                                 | —                                 | —                                 |               | Brother Sister                                 |
| 1994 | Spend Some Time                                                                                   | 26                                | 8                                 | —                                 | 82                                | —                                 | —                                 | —                                 | 18                                | —                                 | —                                 |               | Brother Sister                                 |
| 1995 | Close to You                                                                                      | 38                                | 5                                 | —                                 | 75                                | —                                 | —                                 | —                                 | 40                                | —                                 | —                                 |               | Prêt-à-Porter                                  |
| 1995 | Mind Trips                                                                                        | —                                 | —                                 | —                                 | —                                 | —                                 | —                                 | —                                 | —                                 | —                                 | —                                 |               | Excursions: Remixes and Rare Grooves           |
| 1997 | Sometimes                                                                                         | 11                                | 3                                 | 71                                | —                                 | —                                 | 83                                | —                                 | 16                                | 88                                | 20                                | - VK: Zilver  | Shelter                                        |
| 1997 | You Are the Universe                                                                              | 21                                | 4                                 | —                                 | 73                                | —                                 | —                                 | —                                 | 28                                | —                                 | —                                 |               | Shelter                                        |
| 1997 | You've Got a Friend                                                                               | 9                                 | —                                 | —                                 | 77                                | —                                 | 79                                | —                                 | 13                                | —                                 | —                                 |               | Shelter                                        |
| 1997 | You Can Do It                                                                                     | —                                 | —                                 | —                                 | —                                 | —                                 | —                                 | —                                 | —                                 | —                                 | —                                 |               | Shelter                                        |
| 1998 | Shelter                                                                                           | 31                                | —                                 | —                                 | —                                 | —                                 | —                                 | —                                 | 27                                | —                                 | —                                 |               | Shelter                                        |
| 1999 | Saturday Nite                                                                                     | 35                                | 5                                 | —                                 | —                                 | —                                 | —                                 | —                                 | 41                                | —                                 | —                                 |               | Trunk Funk – The Best of the Brand New Heavies |
| 1999 | Apparently Nothing                                                                                | 32                                | 4                                 | —                                 | —                                 | —                                 | —                                 | —                                 | 45                                | —                                 | —                                 |               | Trunk Funk – The Best of the Brand New Heavies |
| 2003 | What Do You Take Me For?                                                                          | —                                 | —                                 | —                                 | —                                 | —                                 | —                                 | —                                 | —                                 | —                                 | —                                 |               | We Won't Stop                                  |
| 2004 | Boogie                                                                                            | 66                                | 15                                | —                                 | —                                 | —                                 | —                                 | —                                 | —                                 | —                                 | —                                 |               | Allabouthefunk                                 |
| 2005 | Surrender                                                                                         | 78                                | —                                 | —                                 | —                                 | —                                 | —                                 | —                                 | 91                                | —                                 | —                                 |               | Allabouthefunk                                 |
| 2007 | I Don't Know Why (I Love You)                                                                     | 188                               | 12                                | —                                 | —                                 | —                                 | —                                 | —                                 | —                                 | —                                 | —                                 |               | Get Used To It                                 |
| 2007 | Let's Do It Again                                                                                 | —                                 | —                                 | —                                 | —                                 | —                                 | —                                 | —                                 | —                                 | —                                 | —                                 |               | Get Used To It                                 |
| 2013 | Sunlight                                                                                          | —                                 | —                                 | —                                 | —                                 | 73                                | —                                 | —                                 | —                                 | —                                 | —                                 |               | Forward                                        |
| 2014 | Sweet Freeek                                                                                      | —                                 | —                                 | —                                 | —                                 | 97                                | —                                 | —                                 | —                                 | —                                 | —                                 |               | Sweet Freaks                                   |
| 2019 | Getaway (met N'Dea Davenport)                                                                     | —                                 | —                                 | —                                 | —                                 | —                                 | —                                 | —                                 | —                                 | —                                 | —                                 |               | TBNH                                           |
| 2019 | These Walls (met N'Dea Davenport)                                                                 | —                                 | —                                 | —                                 | —                                 | —                                 | —                                 | —                                 | —                                 | —                                 | —                                 |               | TBNH                                           |
|      | "—" geeft items aan die niet in kaart zijn gebracht of niet zijn uitgebracht in dat muziekgebied. |                                   |                                   |                                   |                                   |                                   |                                   |                                   |                                   |                                   |                                   |               |                                                |